# Wall Of Goth EP
Wall of Goth es un EP lanzado por la banda mexicana Rey Pila en el año 2017. El EP contiene 4 temas inéditos producidos por Julian Casablancas, Shawn Everett y Diego Solórzano.
La estación de radio mexicana Reactor 105.7 FM incluyó la canción "Ninjas" en su conteo de las mejores canciones del 2017, ubicándola en la posición #14.

## Lista de canciones
| N.º | Título                                                                                 | Duración |  |
| 1.  | «How Do You Know?» (Diego Solórzano, Andrés Velasco, Rodrigo Blanco, Miguel Hernández) | 3:26     |  |
| 2.  | «Ninjas» (Diego Solórzano, Andrés Velasco, Rodrigo Blanco, Miguel Hernández)           | 3:05     |  |
| 3.  | «Sunday Games» (Diego Solórzano, Andrés Velasco, Rodrigo Blanco, Miguel Hernández)     | 4:04     |  |
| 4.  | «No Man's Land» (Diego Solórzano, Andrés Velasco, Rodrigo Blanco, Miguel Hernández)    | 4:24     |  |

## Créditos
- Julian Casablancas – productor
- Shawn Everett – productor
- Diego Solórzano – productor
- Chris Tabron – mezcla
- Dave Kutch – masterización
- Liz Hirsch – arte